# سنت پاتریک پریش، سنت وینسنت و گرنادین‌ها
سنت پاتریک پریش، سنت وینسنت و گرنادین‌ها (به لاتین: Saint Patrick Parish, Saint Vincent and the Grenadines) یک منطقهٔ مسکونی در سنت وینسنت و گرنادین‌ها است که در Barrouallie واقع شده‌است.

## خصوصیات
سنت پاتریک پریش ۳۷ کیلومترمربع مساحت و ۵٬۸۰۰ نفر جمعیت دارد.